# Conferencia Episcopal Ecuatoriana
La Conferencia Episcopal Ecuatoriana (CEE) es una institución de carácter permanente, que reúne a los Obispos de la  Iglesia católica en Ecuador, para ejercer unidos algunas de las funciones pastorales que les corresponden en toda la nación sudamericana.

## Historia

### Antecedentes
Por disposición del Papa Pío XII, la primera reunión de la Conferencia Episcopal tuvo lugar entre el 6 y el 11 de noviembre de 1939. Su primer presidente fue el entonces Arzobispo de Quito, Monseñor Carlos María de la Torre, posteriormente primer Cardenal del Ecuador; la presidió hasta 1965. El Secretariado Permanente de la CEE fue creado en 1959. En sus comienzos, la CEE funcionaba en la Curia Arzobispal de Quito (Plaza Grande).

## Quiénes son
Es la institución de carácter permanente, que reúne a los Obispos del Ecuador, para ejercer unidos algunas de las funciones pastorales que les corresponden. En comunión con la Iglesia Universal y como expresión del afecto colegial entre los Obispos, la Conferencia tiende a promover el mejor servicio al Pueblo de Dios, sobre todo mediante formas y modos de apostolado convenientemente acomodados a las propias circunstancias de tiempo y lugar.

Fomenta el bien común entre las Iglesias particulares del país, principalmente mediante el intercambio de experiencias y la mutua comunicación de las inquietudes y las esperanzas. Tiene siempre presente el servicio a la unidad y la responsabilidad inalienable de cada Obispo hacia la Iglesia universal y hacia su Iglesia particular.

Se rige por las normas del derecho de la Iglesia. Goza de personalidad jurídica en el ámbito civil como en el eclesial.

### Asamblea Plenaria
Es la instancia suprema que coordina la colaboración de los Obispos y fomenta una unión cada vez más estrecha entre ellos para la promoción y tutela de la fe y de las costumbres, la vivencia litúrgica, la promoción y formación de las vocaciones sacerdotales y a la vida consagrada, el mejoramiento de la evangelización y la catequesis, el impulso a las instituciones educativas, el compromiso ecuménico, las relaciones con las autoridades civiles, la defensa de la vida humana, de la paz y de los derechos humanos, la promoción de la justicia social, el uso de los medios de comunicación social y otros aspectos del servicio pastoral.

La Conferencia Episcopal ejercita su actividad principalmente por medio de la Asamblea Plenaria. De ella se originan las funciones y mandatos para sus organismos y, en su caso, para las Iglesias particulares, conforme a los Estatutos y al derecho de la Iglesia.

Tienen voz y voto deliberativo en la Asamblea Plenaria todos los miembros de la Conferencia Episcopal señalados en el art. 3. Los Obispos eméritos tienen voz y voto consultivo. Solamente los Obispos diocesanos y quienes se les equiparan en el derecho, así como los Obispos coadjutores, tienen voto deliberativo en la reforma de Estatutos. El Señor Nuncio Apostólico es invitado a la sesión inaugural de la Asamblea Plenaria y a otras reuniones de la Conferencia por mandato de la Santa Sede o por invitación de la misma Conferencia.

Las Asambleas Plenarias ordinarias se realizarán dos veces por año, en la segunda semana de Pascua y en la tercera semana de octubre, salvo que la misma Asamblea o el Consejo Permanente modifiquen la fecha en forma ocasional. 

Las reuniones extraordinarias serán convocadas por decisión del Consejo Permanente o por pedido de la tercera parte de los miembros de la Conferencia.

Corresponde a la Asamblea elegir, conforme al derecho universal, al Presidente, Vicepresidente, Secretario General y Secretario Adjunto, Presidentes de las Comisiones Episcopales, dos vocales principales y dos suplentes para el Consejo Gubernativo de Bienes, Delegado y Delegado suplente para el CELAM. Estas responsabilidades se elegirán para períodos de tres años, con posibilidad de una sola reelección consecutiva. 

Ningún miembro de la Conferencia podrá recibir más de una responsabilidad habitual, a no ser que le corresponda alguna función adicional ex-officio, o se trate de una dedicación ocasional, como la del Vicepresidente, Delegado al CELAM y otros casos análogos. Todos los Obispos recibirán alguna responsabilidad, como también los Obispos eméritos a quienes se lo permita el estado de salud.

Las resoluciones de la Asamblea Plenaria, como las de los demás organismos colegiados de la Conferencia, se aprobarán por mayoría absoluta de votos, salvo que haya normas especiales para el caso.

Al menos cada tres años, la Asamblea Plenaria elaborará bajo secreto una lista de presbíteros, también de entre los miembros    de institutos de vida consagrada, que sean más idóneos para el episcopado. El Secretario General enviará las actas de la sesión correspondiente a la Nunciatura Apostólica.

## Consejos de la Conferencia
Consejo de Presidencia
En este 2023, la Conferencia Episcopal ha elegido a sus nuevas autoridades para el período 2023 – 2026.
| Presidente             | Vicepresidente       | Secretario General          | Secretario Adjunto           |
| ---------------------- | -------------------- | --------------------------- | ---------------------------- |
| Luis Cabrera OFM       | Alfredo Espinoza SDB | David de la Torre SSCC      | Maximiliano Ordoñez          |
| Arzobispo de Guayaquil | Arzobispo de Quito   | II Obispo Auxiliar de Quito | III Obispo Auxiliar de Quito |

- Del Presidente

El Presidente será elegido cada tres años, conforme a las normas señaladas. El Vicepresidente sustituirá al Presidente en caso de ausencia o impedimento. Ejercerá de ordinario las funciones o encargos que le delegue el Presidente. El Presidente y el Vicepresidente de la Conferencia deben ser elegidos solo entre los miembros que sean Obispos diocesanos.

Es función principal del Presidente fomentar el espíritu colegial, favorecer la unidad y el crecimiento en la comunión y en la participación de los miembros, recoger y canalizar el sentir de sus hermanos obispos.

Son atribuciones del Presidente:
- Actuar como representante legal de la Conferencia, en especial ante la Santa Sede y la Nunciatura Apostólica.
- Cuidar que se cumplan fielmente las orientaciones y decisiones de la Asamblea Plenaria.
- Transmitir a la Santa Sede una relación de la Asamblea Plenaria, así como de sus decretos, tramite la Nunciatura Apostólica.

Para el ejercicio de sus funciones, el Presidente contará con la colaboración del Vicepresidente, del Secretario General y de todos los organismos de la Conferencia.

- Del Secretario General

El Secretario General es elegido por la Asamblea Plenaria de entre los Obispos o el clero del país y constituye una unidad orgánica con la Presidencia. El Secretario General Adjunto se desempeña como alter ego del Secretario General, haciéndose cargo, en forma habitual u ocasional, de las tareas que éste le encomiende.

Corresponde al Secretario General:
- Ayudar a la Presidencia en sus responsabilidades y refrendar los documentos oficiales de la misma.
- Emitir los nombramientos de los colaboradores que participan en el trabajo del Secretariado Permanente, de común acuerdo, en su caso, con los Presidentes de las Comisiones.
- Actuar, en coordinación con el presidente, como portavoz de la Conferencia para los medios de comunicación social.
- Recibir poder suficiente del Presidente para la administración de los bienes; ejecutar el presupuesto según las instrucciones y bajo el control del Consejo Gubernativo de Bienes.
- Organizar las relaciones con las entidades civiles y eclesiales.

Consejo Permanente
| Presidente             | Vicepresidente       | Secretario General          | Secretario Adjunto | Presidente de la Comisión de Magisterio de la Iglesia | Presidente de la Comisión de Liturgia | Presidente de la Comisión de Ministerios y Vida Consagrada | Presidente de la Comisión de Laicos | Presidente de la Comisión de Educación y Cultura | Presidente de la Comisión de Culturas | Presidente de la Comisión de Pastoral Social Cáritas |
| ---------------------- | -------------------- | --------------------------- | ------------------ | ----------------------------------------------------- | ------------------------------------- | ---------------------------------------------------------- | ----------------------------------- | ------------------------------------------------ | ------------------------------------- | ---------------------------------------------------- |
| Luis Cabrera OFM       | Alfredo Espinoza SDB | David de la Torre SSCC      | P. Enrique Umaña   | Eduardo Castillo                                      | Giovanni Piccioli                     | Giovanny Pazmiño OP                                        | Marcos Pérez                        | Walter Heras OFM                                 | Geovanni Paz                          | Hermenegildo Torres                                  |
| Arzobispo de Guayaquil | Arzobispo de Quito   | II Obispo Auxiliar de Quito | Clero de Quito     | Arzobispo de Portoviejo                               | Obispo de Daule                       | Obispo de Ambato                                           | Arzobispo de Cuenca                 | Obispo de Loja                                   | Obispo de Latacunga                   | Obispo de Guaranda                                   |

Integran el Consejo Permanente el Presidente, Vicepresidente, Arzobispos Metropolitanos, Presidentes de las Comisiones Episcopales, Secretario General y Secretario Adjunto.

Las reuniones del Consejo Permanente son convocadas en dos o más ocasiones en el lapso entre dos Asambleas Plenarias, por iniciativa del Presidente o por pedido de una tercera parte de sus miembros. En circunstancias extraordinarias, el Consejo Permanente podrá ser ampliado con otros miembros de la Conferencia Episcopal, para tratar de situaciones o problemas especiales. Los miembros invitados tendrán voz y voto.

Consejo Gubernativo de Bienes

Los bienes de la Conferencia son bienes eclesiásticos y deben ser administrados de acuerdo a las normas del derecho canónico y de los Estatutos. Son bienes de la Conferencia los que conforman en la actualidad su patrimonio mueble e inmueble, con las donaciones que se recibieren y otras adquisiciones que realizare cualquiera de sus organismos.

El Consejo Gubernativo de Bienes está integrado por el Presidente, dos vocales elegidos por la Asamblea Plenaria, el Secretario General y el Secretario Adjunto. Se reúne por lo menos dos veces al año, por convocatoria del Presidente o por pedido de alguno de sus miembros.

Este Consejo es el organismo de la Conferencia encargado del gobierno y administración de los bienes, también en el orden civil.

 Concretamente le corresponde:
- Recibir los planes de las Comisiones Episcopales y sus necesidades de financiamiento, a fin de procurar la viabilidad de los programas debidamente aprobados.
- Vigilar el cumplimiento de las normas canónicas y de las leyes civiles en la administración de los bienes, especialmente en los casos de enajenación.
- Estudiar el proyecto de presupuesto anual preparado por el Secretario General, cuidando el respeto a la finalidad de los bienes, procurando el mantenimiento y proporcional incremento del capital de operación.
- Recibir los informes periódicos de cuentas y aprobar las directivas pertinentes para la administración.

## Comisiones Episcopales
Comisión de Magisterio de la Iglesia
| Presidente              | Secretario Ejecutivo  | Auxiliar         |
| ----------------------- | --------------------- | ---------------- |
| Eduardo Castillo        | P. Juan Carlos Garzón | Sra. Sandra Cruz |
| Arzobispo de Portoviejo |                       |                  |

Objetivos:
| Programas  | Actividades |
| ---------- | --- |
| Biblia     | - Semana bíblica - Novena de Navidad                                                                                            |
| Catequesis | - Encuentro nacional, cada dos años - Actualización del Directorio nacional de Catequesis - Cursos de formación en línea        |
| Misiones   | - Animación misionera ad gentes - Formación misionera - Jornada de vocaciones nativas - Día del misionero ecuatoriano Ad gentes |
| Ecumenismo | - Semana de oración (enero) |

Comisión de Liturgia
| Presidente              | Secretario Ejecutivo | Auxiliar              |
| ----------------------- | -------------------- | --------------------- |
| Giovanni Piccioli       | P. Eduardo Cueva     | Sr. Kléver Villarreal |
| Obispo emérito de Daule |                      |                       |

Objetivos:
| Programas                       | Actividades |
| ------------------------------- | --- |
| Rituales y subsidios litúrgicos | - Diagramación y revisión de los rituales - Diagramación y revisión del Evangeliario - Impresión del Ordinario de la Misa - Impresión del "Ordenación General del Misal Romano" - Elaboración de subsidios litúrgicos - Elaboración de la agenda litúrgica - Elaboración de la revista celebrar - Asesoramiento de las jurisdicciones en las celebraciones litúrgicas |
| Arte Sacra                      | - Elaboración del Cantoral litúrgico ecuatoriano - Asesoramiento de las jurisdicciones para la conservación, restauración y difusión del patrimonio religioso, tanto tangible como inmaterial |
| Santuarios                      | - Encuentros nacionales, cada año, y zonales |

Comisión de Ministerios y Vida Consagrada
| Presidente          | Secretario Ejecutivo | Auxiliar           |
| ------------------- | -------------------- | ------------------ |
| Giovanny Pazmiño OP | P. Mauro Cuevas      | Sra. Jenny Quishpe |
| Obispo de Ambato    |                      |                    |

Objetivos:
| Programas                                                                                    |
| -------------------------------------------------------------------------------------------- |
| - Obispos - Vocaciones - Seminarios - Presbíteros - Diáconos - Vida Consagrada - Monasterios |

Comisión de Laicos
| Presidente          | Secretario Ejecutivo | Auxiliar         |
| ------------------- | -------------------- | ---------------- |
| Marcos Pérez        | P. Gerardo Flores    | Sr. Andrés Tello |
| Arzobispo de Cuenca |                      |                  |

Objetivos:
| Programas            | Actividades |
| -------------------- | --- |
| Vida y familia       | - Día del niño por nacer. Festival de la vida, cada año - Mes de la familia. - Carta enlace, bimensual - Encuentros con los responsables diocesanos de pastoral familiar, cada año |
| Jóvenes              | - Encuentro nacional, cada dos años - Reunión de responsables diocesanos, cada año                                                                                                 |
| Movimientos laicales | - Encuentro nacional de coordinadores, cada año |
| CEBs                 | - Encuentro nacional, cada dos años |
| Consejo de Laicos    | - Encuentros nacionales, cada semestre |

Comisión de Educación y Cultura
| Presidente       | Auxiliar            |
| ---------------- | ------------------- |
| Walter Heras OFM | Sra. Zonia Calderón |
| Obispo de Loja   |                     |

Objetivos:
- Escuelas y colegios
- Universidades

| Programas |
| --- |
| - Pastoral Escolar - Desarrollo Humano Integral - Enseñanza Religiosa Escolar - Prevención del abuso y acoso sexual en el ámbito escolar |

Comisión de Culturas
| Presidente          | Secretario Ejecutivo | Auxiliar         |
| ------------------- | -------------------- | ---------------- |
| Geovanni Paz        | P. Rafael Savoia     | Sr. Andrés Tello |
| Obispo de Latacunga |                      |                  |

Objetivos:
| Programas        | Actividades |
| ---------------- | --- |
| Indígenas        | - Encuentros nacionales (SICNIE), cada año, y zonales - Encuentro de animadores de pastoral indígena (API) y SICNIE JUVENIL, cada año |
| Afro-ecuatoriana | - Encuentro nacional (EPA) - Encuentro de animadores (EAPA) - EPA JUVENIL                                                             |
| Urbano           | - Encuentro Nacional (EPU) - Encuentro Animadores (EAPU)                                                                              |

Fue creada como un servicio de animación y orientación a las jurisdicciones eclesiásticas para proseguir la obra de la evangelización de las nacionalidades y pueblos, rescatando los auténticos valores culturales, su historia y tradiciones con la participación activa de nuestros pueblos indígenas, afro-ecuatorianos y blanco mestizos, como discípulos y misioneros de Cristo en la vida y misión de la Iglesia y la sociedad.
Iván Minda
Ex Presidente de la Comisión de Culturas

Comisión de Pastoral Social Cáritas
| Presidente          |
| ------------------- |
| Hermenegildo Torres |
| Obispo de Guaranda  |

En Ecuador, esta encargada de desarrollar la acción social de la Iglesia Católica, organizar la solidaridad desde las comunidades cristianas, así como de promover la justicia y la dignidad humana.

## Episcopado Ecuatoriano
Son miembros de la Conferencia Episcopal los Obispos diocesanos del Ecuador y quienes se les equiparan en el derecho, así como los Obispos coadjutores, los Obispos auxiliares y los Obispos eméritos y Titulares que, por encargo de la Santa Sede o de la misma Conferencia Episcopal, cumplen una función peculiar en el territorio ecuatoriano.